# Toppen af Poppen
Toppen af Poppen er et dansk tv-program på TV 2. I programrækken fortolker kendte danske musikere hinandens sange. Det er baseret på det hollandske format The Best Singers of the Netherlands (oprindelig titel: De beste zangers van Nederland).

## Sæson 1
Første sæson havde premiere den 7. februar 2011 på TV 2 med Erann DD, Lars H.U.G., Szhirley, Dorthe Kollo, Anna David og Jokeren. Den 18. marts 2011 udkom et album med udvalgte sange fra programmet, med titlen Toppen af Poppen. Første sæson blev optaget i Mexico 
| Sangerens dag | Szhirley                   | Lars H.U.G.                               | Anna David                          | Jokeren                                        | Dorthe Kollo                   | Erann DD                           |
| ------------- | -------------------------- | ----------------------------------------- | ----------------------------------- | ---------------------------------------------- | ------------------------------ | ---------------------------------- |
| Szhirley      | "171 kilometer"            | "Skibet skal sejle i nat", feat. Szhirley | "Don't Look for Love"               | "Engleben (Havfruen)"                          | "Gammel Kongevej"              | "I Close My Eyes and Think of You" |
| Lars H.U.G.   | "Kysser himlen farvel"     | "Backwards"                               | "Natsværmer"                        | "Elsker dig for evigt"                         | "Mon de kan reparere dig"      | "? Er lykken så lunefuld"          |
| Anna David    | "Uden ord"                 | "Dansevise", feat. Anna David             | "If You Wanna Cry"                  | "Bow"                                          | "Tæt på"                       | "Chill"                            |
| Jokeren       | "Kvinde din"               | "Så længe jeg lever", feat. Jokeren       | "Spændt op til lir", feat. Szhirley | "Sig ja", feat. Erann DD                       | "Havnen"                       | "Den dræbende joke"                |
| Dorthe Kollo  | "Gid du var i Skanderborg" | "Når lygterne tændes", feat. Dorthe Kollo | "Velkommen til verden"              | "Mit navn er Peter (Gid du var i Skanderborg)" | "Er De greven fra Luxembourg?" | "Piphans"                          |
| Erann DD      | "Still Believing"          | "Itsi Bitsi", feat. Erann DD              | "You Better Believe"                | "Når hjertet ser"                              | "I Wanna Wake Up with You"     | "Lulli"                            |

## Sæson 2
Sæson 2 havde premiere 23. august 2011 på TV 2. Den 3. oktober 2011 udkom et album med udvalgte sange fra programmet med titlen Toppen af Poppen 2. Anden sæson blev optaget på øen Antigua i Caribien.
| Dato    | Sangerens dag        | Søs Fenger             | Joey Moe                | Anne Linnet                                        | Brødrene Olsen      | Lina Rafn            | Rasmus Nøhr          | Sys Bjerre             |
| ------- | -------------------- | ---------------------- | ----------------------- | -------------------------------------------------- | ------------------- | -------------------- | -------------------- | ---------------------- |
| 23. aug | Søs Fenger           | "Er det så forbi"      | "Inderst inde"          | "Jeg elsker dig"                                   | "Kun et kys herfra" | "Tivoli i regnvejr"  | "Holder øje med dig" | "Du er"                |
| 30. aug | Joey Moe             | "Du' en ener"          | "Dobbeltslag"           | "Skakmat (Baby det' for sent nu)"                  | "Cheating"          | "Yo Yo"              | "Joey Moes Taverna"  | "Jorden er gittig"     |
| 13. sep | Anne Linnet          | "Barndommens gade"     | "Venus"                 | "Lever nok endnu en dag"                           | "1000 stykker"      | "Forårsdag"          | "Verden er imod os"  | "Tabt mit hjerte"      |
| 20. sep | Brødrene Olsen       | "San Francisco"        | "Walk Right Back"       | "Smuk som et stjerneskud/Anne Linnets stjerneskud" | Brdr. Olsen-medley  | "Marie Marie"        | "Angelina"           | "Plastic Fantastic"    |
| 27. sep | Lina Rafn (Infernal) | "From Paris to Berlin" | "Whenever You Need Me"  | "Pistolskud"                                       | "Ten Miles"         | "Love Is All"        | "Downtown Boys"      | "Electric Light"       |
| 4. okt  | Rasmus Nøhr          | "Den generte dreng"    | "Fra kæreste til grin"  | "Jylland (Sjælland)"                               | "Sommer i Europa"   | "Sød musik"          | "Øl på Bryggen"      | "Alderspræsident"      |
| 18. okt | Sys Bjerre           | "Kegle"                | "Cand. mag. Fugl Fønix" | "Giv mig noget (Pik)"                              | "Malene"            | "Alle mine veninder" | "Kære farmor"        | "All You Need Is Love" |

## Sæson 3
Sæson 3 blev optaget på Mallorca og havde premiere 14. august 2012 på TV 2.
| Dato    | Sangerens dag    | Sanne Salomonsen         | Johnson                | Mads Langer             | Peter Belli              | Nabiha                    | Kasper Winding        | Dicte                   |
| ------- | ---------------- | ------------------------ | ---------------------- | ----------------------- | ------------------------ | ------------------------- | --------------------- | ----------------------- |
| 14. aug | Sanne Salomonsen | "Hjem"                   | "Sui Sui"              | "Overgi'r mig langsomt" | "Taxa"                   | "Voodoo"                  | "Kærligheden kalder"  | "Det ikke det du siger" |
| 21. aug | Johnson          | "Kig forbi"              | "Hovedrollen"          | "Ik' Hate"              | "Bawler hele dagen"      | "Det passer"              | "Kender du det"       | "Teriyaki"              |
| 28. aug | Mads Langer      | "Too close"              | "Fact/Fiction"         | "Fact-Fiction"          | "Last Flower"            | "Microscope"              | "Wake Me Up in Time"  | "You're Not Alone"      |
| 4. sep  | Peter Belli      | "Ulven Peter"            | "Ingen regning"        | "København"             | "Pappa"                  | "Roll over Beatles"       | "Et underligt stof"   | "Blækspruttesangen"     |
| 11. sep | Nabiha           | "Cracks in the Concrete" | "The Enemy"            | "Deep Sleep"            | "Trouble"                | "Never Played the Bass"   | "You"                 | "Never Played the Bass" |
| 18. sep | Kasper Winding   | "Sjæl i flammer"         | "Fuck Dance Let's Art" | "Alle har en drøm"      | "Lidt til og meget mer'" | "Don't Take the Sunshine" | "Down the River High" | "Kom nu hjem"           |
| 25. sep | Dicte            | "Cinema Café"            | "Make It Alright"      | "If This Is Cool"       | "Touch"                  | "U-Turn"                  | "She Is Wild"         | "No"                    |

- 2. oktober 2012 blev der sendt en bagom-udsendelse af Toppen af Poppen, hvor sangerne sang deres egne sange. De valgte sange er dem, der er angivet med fed ovenfor.

## Sæson 4
Sæson 4 af Toppen af Poppen blev vist i efteråret 2014. Programmet var optaget på Bornholm.
| Dato    | Sangerens dag                   | Jørgen Klubien     | Wafande                    | Anne Dorte Michelsen                | Clemens                                     | Barbara Moleko        | Rasmus Walter             | Poul Krebs             |
| ------- | ------------------------------- | ------------------ | -------------------------- | ----------------------------------- | ------------------------------------------- | --------------------- | ------------------------- | ---------------------- |
| 17. aug | Jørgen Klubien (Danseorkestret) | -                  | "Regndans"                 | "Himmel og jord"                    | "Kom tilbage nu"                            | "Sidste skrig"        | "Alt er dit"              | "Jeg prøver igen"      |
| 24. aug | Wafande                         | "Uartig"           | -                          | "Gi' mig et smil"                   | "Django"                                    | "Lang vej hjem"       | "Drik ud"                 | "Kom ned til vandet"   |
| 31. aug | Anne Dorte Michelsen            | "Før eller siden"  | "Sig du ka' li' mig"       | -                                   | "En (u)lykkelig familie"                    | "Indianer"            | "Jeg har lagt mine våben" | "Ud under åben himmel" |
| 7. sep  | Clemens                         | "Du lever dit liv" | "Har de noget at sige"     | "Uanset hvad I siger"               | -                                           | "Lad dem hænge"       | "Ingen kender dagen"      | "Byen sover"           |
| 14. sep | Barbara Moleko                  | "Jeg åben"         | "Lykken er"                | "Kvinder og kanoner"                | "Rejser mig op"                             | -                     | "Dum for dig"             | "Gå en tur"            |
| 21. sep | Rasmus Walter                   | "Bullet"           | "Endeløst"                 | "Vi ku' blive"                      | "Hvad sku' vi her vi to"                    | "Take It As It Comes" | -                         | "Is It Pretty"         |
| 28. sep | Poul Krebs                      | "Skabet"           | "Morrison, Dylan og Elvis" | "Jeg la'r min dør stå lidt på klem" | "Johnny han var lige ved at blive sindssyg" | "Sådan nogen som os"  | "Her langs muren"         | -                      |

## Sæson 5
Sæson 5 havde premiere på TV 2 i efteråret 2015. Programmerne blev optaget i maj 2015 i Skagen.
| Dato    | Sangerens dag           | Shaka Loveless          | Lars Lilholt                                 | Mattias Kolstrup                  | Oh Land                | Isam B                   | Stine Bramsen                    | Sebastian                                         |
| ------- | ----------------------- | ----------------------- | -------------------------------------------- | --------------------------------- | ---------------------- | ------------------------ | -------------------------------- | ------------------------------------------------- |
| 16. aug | Shaka Loveless          | -                       | "Tomgang"                                    | "Mother Nature" ("Ikke mere tid") | "Dans din idiot"       | "Græder for mit kvarter" | Let It Soak" ("Dengang du græd") | "Ville ikke gå"                                   |
| 23. aug | Lars Lilholt            | "Et folk, et menneske"  | -                                            | "Kald det kærlighed"              | "Der står et træ"      | "For at tænde lys"       | "Hvor går vi hen, når vi går"    | "Jeg vil være stjerne"                            |
| 30. aug | Mattias Kolstrup (Dúné) | "80 Years"              | "Farvel min elskede" ("Let Go of Your Love") | -                                 | "Heiress of Valentina" | "Bloodlines"             | "Dry Lips"                       | "The World is Where We're Heading (Stages)"       |
| 6. sep  | Oh Land                 | "White Nights"          | "Måneulv" ("Wolf and I")                     | "Sun of a Gun"                    | -                      | "Break the Chain"        | "Speak Out Now"                  | "Rainbow"                                         |
| 13. sep | Isam B (Outlandish)     | "Look Into My Eyes"     | "Jeg ber til Gud" ("I Only Ask of God")      | "Ready to Love"                   | "Aicha"                | -                        | "Mind Full of Whispers"          | "Hver sin vej"                                    |
| 27. sep | Stine Bramsen           | "What is happening"     | "Hjem til Silkeborg" ("Prototypical")        | "Fascination"                     | "The Spell"            | "The Day You Leave Me"   | -                                | "Den dag du går fra mig" ("The Day You Leave Me") |
| 3. okt  | Sebastian               | "Når lyset bryder frem" | "Rose"                                       | "80'ernes boheme"                 | "Ulvesangen"           | "Måske ku' vi"           | "Stille før storm"               | -                                                 |

## Sæson 6
Sjette sæson af Toppen af Poppen havde premiere den 28. august 2016 på TV 2. Programmet blev optaget på Samsø i foråret 2016.
| Dato    | Sangerens dag              | Ida Corr                | Peter A.G. Nielsen                                    | Fallulah                    | Djämes Braun                           | Lau Højen                  | Troels Gustavsen          | Hanne Boel         |
| ------- | -------------------------- | ----------------------- | ----------------------------------------------------- | --------------------------- | -------------------------------------- | -------------------------- | ------------------------- | ------------------ |
| 28. aug | Ida Corr                   | -                       | "Spejlene inde i musikken" ("I Found Her")            | "I Found Her"               | "Sjus"                                 | "Let Me Think about It"    | "Time"                    | "Down"             |
| 4. sep  | Peter A.G. Nielsen (Gnags) | "Når jeg bliver gammel" | -                                                     | "Danmark"                   | "Den dejligste morgen"                 | "Jeg elsker dig"           | "Lav sol over Århus"      | "Havnen med skibe" |
| 11. sep | Fallulah                   | "We All Need Water"     | "Dette gudsforladte sted" ("Perfect Tense")           | -                           | "Slaveri" ("Work Song")                | "Out of It"                | "Dried Out Cities"        | "I Lay My Head"    |
| 18. sep | Djämes Braun               | "Farlig tiger"          | "Fugle"                                               | "Lytter ik' til dem"        | -                                      | "Ejer det"                 | "Barn igen"               | "Inficeret"        |
| 25. sep | Lau Højen (Carpark North)  | "Within My Reach"       | "Fri mig fra mig selv" ("Save Me from Myself")        | "Transparent and Glasslike" | "Taknemmelig" ("Shall We Be Grateful") | -                          | "Everything Starts Again" | "Fireworks"        |
| 2. okt  | Noah                       | "Over byen"             | "Alt er forbi"                                        | "Endnu en nat"              | "På vej hjem"                          | "Far, vågn op" ("Soon")    | -                         | "Times"            |
| 9. okt  | Hanne Boel                 | "Talk It Out"           | "Ikke særligt meget.." ("Don't Know Much About Love") | "Son of a Preacher Man"     | "Lyset indeni" ("Light in Your Heart") | "I Wanna Make Love to You" | "All It Takes"            | -                  |

## Sæson 7
Den 25. april 2017 offentliggjorde TV 2 den sidste kunstner til syvende sæson af Toppen af Poppen, der vil blive vist i efteråret 2017. Programmet er denne gang optaget i Kerteminde.
De syv navne er: Aura Dione, Karl William, Michael Falch (tidl. Malurt), Caroline Henderson (tidl. Ray-Dee-Ohh), Saybia-forsanger Søren Huss, Burhan G og Hush-forsanger Dorthe Gerlach.
| Dato    | Sangerens dag         | Karl William             | Michael Falch     | Aura                           | Caroline Henderson    | Søren Huss               | Dorthe Gerlach               | Burhan G                   |
| ------- | --------------------- | ------------------------ | ----------------- | ------------------------------ | --------------------- | ------------------------ | ---------------------------- | -------------------------- |
| 27. aug | Karl William          | -                        | "Skinner"         | "Syredronning"                 | "Rammer Perfekt"      | "Alt Er Fint"            | "Tale Om Noget"              | "Blind Igen"               |
| 3. sep  | Michael Falch         | "Ud Af Mørket"           | -                 | "I Et Land Uden Høje Bjerge"   | "Nær"                 | "Vogt Dig"               | "Mød Mig I Mørket"           | "Den Eneste I Verden"      |
| 10. sep | Aura                  | "In Love With The World" | "Song for Sophie" | -                              | "Glass Bone Crash"    | "Something From Nothing" | "Love Somebody"              | "Into The Wild"            |
| 17. sep | Caroline Henderson    | "Made In Europe"         | "Faster"          | "Vil Du Være Min I Nat"        | -                     | "Efterår"                | "Alt I Alt"                  | "Jeg Vil La' Lyset Brænde" |
| 24. sep | Søren Huss (Saybia)   | "Du Er"                  | "Tak For Dansen"  | "I Surrender"                  | "Tak For dansen"      | -                        | "Et Hav Af Udstrakte Hænder" | "The Second You Sleep"     |
| 1. okt  | Dorthe Gerlach (Hush) | "Natlys"                 | "Assistensen"     | "Same Old Story"               | "Say A Little Prayer" | "Ingers Ting"            | -                            | "Drown"                    |
| 8. okt  | Burhan G              | "Din For Evigt"          | "Playground"      | "Jeg Vil Ha' Dig For Mig Selv" | "Who Is He"           | "Mest Ondt"              | "I Stedet For Dig"           | -                          |

## Sæson 8
Ottende sæson af af Toppen af Poppen havde premiere den 26. august 2018 på TV 2. Programmet var denne gang optaget i Stege på Møn.  De syv navne er: Pernille Rosendahl (tidl. Swan Lee), Søren Sko, Lis Sørensen, Turboweekend-forsanger Silas Bjerregaard, Thøger Dixgaard, Claus Hempler og Annika Aakjær.
| Dato    | Sangerens dag                    | Søren Sko                           | Thøger Dixgaard       | Pernille Rosendahl     | Silas Bjerregaard                 | Annika Aakjær                                  | Claus Hempler  | Lis Sørensen                                                  |
| ------- | -------------------------------- | ----------------------------------- | --------------------- | ---------------------- | --------------------------------- | ---------------------------------------------- | -------------- | ------------------------------------------------------------- |
| 26. aug | Søren Sko                        | -                                   | "Familiar Roads"      | "I'm the Other"        | "Pigen & Delfinen (Dolphin Girl)" | "Hvis du spørger (Don't Ask Me)"               | "Dreamer"      | "Lang Og Ensom nat (On a Long Lonely Night)"                  |
| 2. sep  | Thøger Dixgaard                  | "Come Do Me Over (Former)"          | -                     | "Lydløs"               | "Duer & Musik"                    | "Jeg Vil Se Dig Græde / Pæn"                   | "Hvornår"      | "Blød Indeni"                                                 |
| 9. sep  | Pernille Rosendahl               | "What Is Love?"                     | "Tomorrow Never Dies" | -                      | "Flowers In The Wintertime"       | "Er det det? (Is This It?)"                    | "Rabbit Hole"  | "Hold dit hjerte varmt (Love Will Keep You Warm)"             |
| 16. sep | Silas Bjerregaard (Turboweekend) | "Trouble Is"                        | "Træk Stikket Ud"     | "On My Side"           | -                                 | "Sig det Nu (I Forgot)"                        | "Levitate"     | "Miles"                                                       |
| 23. sep | Annika Aakjær                    | "Lykkens Gang"                      | "Skulder Ved skulder" | "Min Pris"             | "Jeg Gi'r"                        | -                                              | "Dagens Tekst" | "Alt Hvad Jeg Vil Sige"                                       |
| 30. sep | Claus Hempler                    | "Shine"                             | "King of Slapstick"   | "Ride Upon the Storm"  | "Kiss the Bride"                  | "Stjernestøv og Nostalgi (Stardust Nostalgia)" | -              | "Alle ved besked" (Cover af Leonard Cohens "Everybody Knows") |
| 7. okt  | Lis Sørensen                     | "One More Minute (Indtil Dig Igen)" | "Tæt På Ækvator"      | "Mine Øjne De Skal Se" | "Stille Før Storm"                | "Morgensol / Dejlig Dreng"                     | "Tango"        | -                                                             |

## Sæson 9
Niende sæson af af Toppen af Poppen havde premiere den 31. marts 2019 på TV 2. Programmet var denne gang optaget på Fanø.  De syv navne er: Medina, Cæcilie Norby, Carl Emil Petersen (Tidl. Ulige Numre), Teitur, Big Fat Snake-forsanger Anders Blichfeldt og Chief 1.
| Dato    | Sangerens dag      | Anders Blichfeldt     | Carl Emil Petersen                     | Kwamie Liv     | Chief 1                           | Cæcilie Norby         | Medina                                  | Teitur              |
| ------- | ------------------ | --------------------- | -------------------------------------- | -------------- | --------------------------------- | --------------------- | --------------------------------------- | ------------------- |
| 18. aug | Anders Blichfeldt  | -                     | "Silkestemme (Female Voice)"           | "Losing You"   | "I Would Die For You"             | "Sittin' In A Window" | "Den Jeg Er"                            | "Hat"               |
| 25. aug | Carl Emil Petersen | "Halvnøgen"           | -                                      | "København"    | "Tusinde Veje Du Kan Ta'"         | "Frit Land"           | "Blodets Bånd”                          | "Navn I Sne"        |
| 1. sep  | Kwamie Liv         | "Blasé"               | "Fortabt I En Pige" ("Lost In A Girl") | -              | "Blindt Hjerte" ("Did")           | "Pleasure This Pain"  | "Hele Vejen" ("Higher")                 | "New Boo"           |
| 8. sep  | Chief 1            | "Engel"               | "Si Senor"                             | "Sommernætter" | -                                 | "Pletfri Solskin"     | "Man Skal Dø Lidt (Før Man Finder Vej)" | "Nej Til Narkotika" |
| 15. sep | Cæcilie Norby      | "Zoeanne"             | "Midt I En Drøm"                       | "Hymnen"       | "Cuban Cigars"                    | -                     | "Glemt"                                 | "Night Road"        |
| 22. sep | Medina             | "Det Smukkeste"       | "Vi To"                                | "Kun For Mig"  | "Synd For Dig"                    | "Jalousi"             | -                                       | "For Altid"         |
| 29. sep | Teitur             | "Looking For A Place" | "Syner"                                | "The Singer"   | "Stella (Catherine The Waitress)" | "Josephine"           | "One And Only"                          | -                   |

## Sæson 10 - "10 år på Toppen af Poppen"
Tiende sæson af Toppen af Poppen havde premiere 30. august 2020 på TV 2. Programmet er denne gang optaget i Tisvilde. Denne tiende sæson er anderledes, da den markerer programmets 10-årige levetid i en særlig jubilæumsudgave med hele 25 kunstnere. Fælles for alle kunstnere er, at de alle tidligere har medvirket i programmet. De vil i den nye sæson fortsat lave nye fortolkninger af hinanden, men kun 6-7 af de 25 kunstnere vil medvirke i hvert program.
Fra sæson 1 medvirker Lars H.U.G og Jokeren. Søs Fenger medvirker fra sæson 2. Mads Langer fra sæson 3. Anne Dorte Michelsen, Wafande, Barbara Moleko, Poul Krebs og Rasmus Walter fra sæson 4. Lars Lilholt, Oh Land og Stine Bramsen fra sæson 5. Ida Corr og Lau Højen fra sæson 6. Michael Falch, Caroline Henderson, Søren Huss, Burhan G og Dorthe Gerlach fra sæson 7. Annika Aakjær og Claus Hempler medvirker fra sæson 8, samt Anders Blichfeldt, Kwamie Liv, Teitur og Medina fra sæson 9.

### Program 1: 30. august 2020
| Sanger          | Burhan G             | Michael Falch                              | Wafande                      | Oh Land               | Søs Fenger             | Barbara Moleko           |
| --------------- | -------------------- | ------------------------------------------ | ---------------------------- | --------------------- | ---------------------- | ------------------------ |
| Sang (Kunstner) | "Du Er" (Søs Fenger) | "Nu Si'r Du Fra (Speak Out Now)" (Oh Land) | "Gadedreng" (Barbara Moleko) | "Nær" (Michael Falch) | "Mest Ondt" (Burhan G) | "Se Mig I Dag" (Wafande) |

### Program 2: 6. september 2020
| Sanger          | Michael Falch     | Annika Aakjær                       | Mads Langer                    | Teitur                                    | Søs Fenger                     | Barbara Moleko              | Burhan G                     |
| --------------- | ----------------- | ----------------------------------- | ------------------------------ | ----------------------------------------- | ------------------------------ | --------------------------- | ---------------------------- |
| Sang (Kunstner) | "Lucy" (Burhan G) | "De Vildeste Fugle" (Michael Falch) | "I Was Just Thinking" (Teitur) | "Alt Hvad Jeg Ville Sige" (Annika Aakjær) | "Dum For Dig" (Barbara Moleko) | "Inderst Inde" (Søs Fenger) | "Fact-Fiction" (Mads Langer) |

### Program 3: 13. september 2020
| Sanger          | Annika Aakjær                                        | Burhan G             | Medina                                                       | Lau Højen                                            | Anne Dorte Michelsen                 | Anders Blichfeldt                                         |
| --------------- | ---------------------------------------------------- | -------------------- | ------------------------------------------------------------ | ---------------------------------------------------- | ------------------------------------ | --------------------------------------------------------- |
| Sang (Kunstner) | "København - Copenhagen" (Lau Højen - Carpark North) | "For Altid" (Medina) | "Ud Under Åben Himmel" (Anne Dorte Michelsen - Tøsedrengene) | "Bonsoir Madame" (Anders Blichfeldt - Big Fat Snake) | "Skulder Ved Skulder (Annika Aakjær) | "Sig Du Ka' Li Mig" (Anne Dorte Michelsen - Tøsedrengene) |

### Program 4: 20. september 2020
| Sanger          | Annika Aakjær                                                                    | Anders Blichfeldt                     | Caroline Henderson                | Lau Højen              | Poul Krebs                | Medina                            |
| --------------- | -------------------------------------------------------------------------------- | ------------------------------------- | --------------------------------- | ---------------------- | ------------------------- | --------------------------------- |
| Sang (Kunstner) | "Mindre Ensom Nu (A Little Less Loneliness)" (Anders Blichfeldt - Big Fat Snake) | "Made In Europe" (Caroline Henderson) | "Håb" (Lau Højen - Carpark North) | "Kun For Mig" (Medina) | "Jeg Ved" (Annika Aakjær) | "Sådan Nogen Som Os" (Poul Krebs) |

### Program 5: 27. september 2020
| Sanger          | Dorthe Gerlach                    | Poul Krebs                                                       | Medina                       | Rasmus Walter                                            | Caroline Henderson       | Kwamie Liv                   |
| --------------- | --------------------------------- | ---------------------------------------------------------------- | ---------------------------- | -------------------------------------------------------- | ------------------------ | ---------------------------- |
| Sang (Kunstner) | "Morgendagens Tåber" (Poul Krebs) | "Som Vinden I September - Back in Place" (Dorthe Gerlach - Hush) | "Knust Glas" (Rasmus Walter) | "Kys Mig Kys Mig - Kiss Me Kiss Me" (Caroline Henderson) | "Lyser i Mørke" (Medina) | "Finder Vej" (Rasmus Walter) |

### Program 6: 4. oktober 2020
| Sanger          | Rasmus Walter                             | Kwamie Liv                               | Claus Hempler           | Lars Lilholt                                            | Dorthe Gerlach             | Søren Huss                          |
| --------------- | ----------------------------------------- | ---------------------------------------- | ----------------------- | ------------------------------------------------------- | -------------------------- | ----------------------------------- |
| Sang (Kunstner) | "Et Hav Af Udstrakte Hænder" (Søren Huss) | "Jeg Drømmer Om En Sang" (Claus Hempler) | "Levende" (Lars H.U.G.) | "Gik I Byen Med Det Grimme Hold - New Boo" (Kwamie Liv) | "Natsværmer" (Lars H.U.G.) | "Kald Det Kærlighed" (Lars Lilholt) |

### Program 7: 11. oktober 2020
| Sanger          | Stine Bramsen og Søren Huss | Ida Corr                                                  | Søren Huss                                         | Jokeren                                                | Kwamie Liv                                               | Lars H.U.G., Stine Bramsen, Ida Corr, Søren Huss, Jokeren og Kwamie Liv |
| --------------- | --------------------------- | --------------------------------------------------------- | -------------------------------------------------- | ------------------------------------------------------ | -------------------------------------------------------- | ----------------------------------------------------------------------- |
| Sang (kunstner) | "Backwards" (Lars H.U.G.)   | "Tro, Håb og Kærlighed - Can't Let it Go" (Stine Bramsen) | "En Skygge I Dit Kropssprog - Higher" (Kwamie Liv) | "Jeg Dagdrømte Om Os I Nat - Make Them Beg" (Ida Corr) | "An Ordinary Day - ET Helt Almindeligt Liv" (Søren Huss) | "Altid Lys" (Lars H.U.G.)                                               |

## Sæson 11
Ellevte sæson af Toppen af Poppen fik premiere i efteråret 2021 på TV 2. Programmet bliver optaget på Sølballegaard på Mols i april 2021. Alle de 7 deltagende artister blevet offentliggjort. Den første artist, der blev offentliggjort var Malte Ebert, der tidligere var kendt under navnet 'Gulddreng'. Udover ham er det sangerinden Katinka Bjerregaard og sangeren Simon Kvamm . Efterfølgende blev de 4 resterende deltagere offentliggjort. Hjalmer blev offentliggjort som den sidste deltager den 22. april 2021. 
| Dato         | Sangerens dag       | Maria Bramsen               | Hjalmer                   | Mathilde Falch | Simon Kvamm              | Alex Vargas                    | Katinka                                | Malte Ebert                  |
| ------------ | ------------------- | --------------------------- | ------------------------- | -------------- | ------------------------ | ------------------------------ | -------------------------------------- | ---------------------------- |
| 5.september  | Maria Bramsen       | -                           | "Brændende Læber"         | "Væk Mig"      | "Så Gik Der Tid Med Det" | "Elskes Af Dig"                | "Så Gik Der Tid Med Det"               | "Jeg Vil Lade Lyset Brænde"  |
| 12.september | Hjalmer             | "Hvis Du Går"               | -                         | "Vådeskud"     | "Kongespil"              | "Liv"                          | "Istedgade (Uhh)"                      | "Mandag Morgen"              |
| 19.september | Mathilde Falch      | "Saa Tag Mit Hjerte"        | "Ild I Min Røg"           | -              | "Det Jeg Allerede Har"   | "Suk"                          | "Frihed"                               | "Måske Du Sku' Kig Op"       |
| 26.september | Simon Kvamm         | "Movie Klip"                | "Morten"                  | "Amsterdam"    | -                        | "Police Bells & Church Sirens" | "Jeg Har Ikke Lyst Til At Dø"          | "Super Ligeglad - Superliga" |
| 3.oktober    | Alex Vargas         | "Now That I Think About It" | "Højere Op - Higher Love" | "Solid Ground" | "Shackled Up"            | -                              | "Banker Lidt Endnu - The Killing Kind" | "A Way To Love Me Still"     |
| 10.oktober   | Katinka Bjerregaard | "2000 Meter i Frit Fald"    | "Vi Er Ikke Kønne Nok"    | "Måske"        | "Pulverkaffe"            | "Du Rejser"                    | -                                      | "Rundt Og Rundt"             |
| 17.oktober   | Malte Ebert         | "Nemt"                      | "Flip Ud - Rather Be"     | "Gravity"      | "Dig Selv - Model"       | "Tired"                        | "Ked Af Det"                           | -                            |

## Sæson 12
Tolvte sæson af Toppen af Poppen fik premiere i efteråret 2022 på TV 2. Programmet bliver optaget på Billeskovhus på Vestfyn. De 7 deltagende artister var Martin Brygmann, Iris Gold, Kira Skov, Steen Jørgensen, Nicklas Sahl, Soleima og Maximillian.
| Dato          | Sangerens dag   | Martin Brygmann             | Nicklas Sahl        | Kira Skov         | Maximillian                       | Iris Gold                     | Steen Jørgensen                | Soleima                                |
| ------------- | --------------- | --------------------------- | ------------------- | ----------------- | --------------------------------- | ----------------------------- | ------------------------------ | -------------------------------------- |
| 4.september   | Martin Brygmann | -                           | "For Kendt"         | "Vent På Mig"     | "Kom Lad Os Gå"                   | "Jeg Er Forelsket I Mig Selv" | "Vi Skal Ud I Det Blå"         | "En Kort En Lang"                      |
| 10.september  | Nicklas Sahl    | "New Eyes"                  | -                   | "Planets"         | "Four Walls                       | "Say It Back"                 | "Hvis Jeg Kunne Blive Som Dig" | "Wild Birds Fly"                       |
| 11. september | Kira Skov       | "Losing You"                | "Save Me"           | -                 | "We Won't Go Quietly"             | "Turn Me On"                  | "I En Verden Så Urolig"        | "Sorgen Sover"                         |
| 18. september | Maximillian     | "Heard"                     | "Too Young"         | "Forget Me"       | -                                 | "Ripples"                     | "Higher"                       | "Beautiful Scars"                      |
| 24. september | Iris Gold       | "Own Vibe"                  | "All I Really Know" | "A Lot to Give"   | "Roll It Out"                     | -                             | "Girl, Pick up Your Drum"      | "Lad mig Danse (You Know What I mean)" |
| 2. oktober    | Steen Jørgensen | "The Chambersville Mystery" | "Holler High"       | "Copenhagen"      | "Let Your Fingers Do the Walking" | "Den Eneste Jeg Elsker"       | -                              | "Holler High"                          |
| 9. oktober    | Soleima         | "Livet Begynder"            | "Breathe"           | "Rather Go Blind" | "Cracks"                          | "Roses"                       | "Low Life"                     | -                                      |

## Sæson 13
Den trettende sæson fik premiere i februar 2024. Deltagerene er Anne Linnet, Medina, Peter Sommer, Dopha, Jonah Blacksmith og Mekdes.

## Diskografi

### Opsamlingsalbum
| Titel                   | Album detaljer                                                             | Højeste placering | Certificering |
| Titel                   | Album detaljer                                                             | Danmark           | Certificering |
| ----------------------- | -------------------------------------------------------------------------- | ----------------- | ------------- |
| Toppen af Poppen        | - Udgivet: 18. marts 2011 - Selskab: Sony Music - Format: CD, download     | 4                 |               |
| Toppen af Poppen 2      | - Udgivet: 3. oktober 2011 - Selskab: Sony Music - Format: CD, download    | 1                 | - Platin      |
| Toppen af Poppen Vol. 3 | - Udgivet: 24. oktober 2012 - Selskab: Sony Music - Format: CD, download   | 2                 |               |
| Toppen af Poppen 4      | - Udgivet: 25. september 2014 - Selskab: Sony Music - Format: CD, download | 2                 |               |
| Toppen af Poppen 2015   | - Udgivet: 25. september 2015 - Selskab: Sony Music - Format: CD, download | 21                |               |
| Toppen af Poppen 2016   | - Udgivet: 16. oktober 2016 - Selskab: Sony Music - Format: Download       | –                 |               |

## The Antonelli Orchestra
- Claes Antonsen, trommer, kapelmester
- Thomas Anderson, guitar (Sæson 1-3)
- Jacob Gurevitsch, guitar
- Christian Douglas Danstrøm, bas
- Jacob Andersen, percussion (sæson 1-10)
- Poul Reimann, klaver og tangentinstrumenter
- Jonas Krag, guitar (Sæson 4-nu)